# Нагахама (Сига)
Нагахама (яп. 長浜市 Нагахама-си) — город в Японии, находящийся в префектуре Сига. Площадь города составляет 680,79 км², население — 120 771 человек (1 июля 2014), плотность населения — 177,40 чел./км².

## Географическое положение
Город расположен на острове Хонсю в префектуре Сига региона Кинки. С ним граничат города Майбара, Такасима, Цуруга и посёлки Ибигава, Минамиэтидзен.

## Население
Население города составляет 120 771 человек (1 июля 2014), а плотность — 177,40 чел./км². Изменение численности населения с 1980 по 2005 годы:
| 1980 | 119 988 чел. |  |
| 1985 | 122 393 чел. |  |
| 1990 | 121 481 чел. |  |
| 1995 | 122 415 чел. |  |
| 2000 | 123 862 чел. |  |
| 2005 | 124 498 чел. |  |